# Diễu binh kỷ niệm 50 năm thống nhất Việt Nam
Lễ diễu binh, diễu hành kỷ niệm 50 năm Ngày giải phóng miền Nam, thống nhất đất nước (hay còn gọi gọn là Diễu binh kỷ niệm 50 năm thống nhất Việt Nam, cũng được giới trẻ gọi là Concert quốc gia) là cuộc diễu binh, diễu hành quy mô lớn cấp quốc gia, chào mừng kỷ niệm 50 năm sự kiện 30 tháng 4 năm 1975, được tổ chức trọng thể tại Thành phố Hồ Chí Minh vào lúc 6h30 ngày 30 tháng 4 năm 2025 (trong đó bắt đầu diễu hành vào lúc 08h00). Đây là sự kiện tâm điểm trong chuỗi hoạt động kỷ niệm 50 năm thống nhất đất nước và cũng là sự kiện có quy mô lớn nhất tại Thành phố Hồ Chí Minh đến nay mà theo báo giới thì Việt Nam đã tổ chức lễ kỷ niệm Ngày giải phóng lớn nhất từ trước đến nay. Báo giới quốc tế đã loan tin về sự kiện Ngày giải phóng này được kỷ niệm bằng một cuộc duyệt binh lớn tại Thành phố Hồ Chí Minh vào năm 2025 với sự tham dự của một số quan chức và quân đội từ các nước thân thiện với Việt Nam gồm Trung Quốc, Campuchia và Lào. Theo báo giới, trong buổi lễ duyệt binh quy mô lớn này thì Quân đội nhân dân Việt Nam đã đóng vai trò trung tâm nổi bật. Sự kiện có hơn 13.000 người tham gia mà thành phần chính là lực lượng vũ trang, bao gồm các đội hình quân đội, cảnh sát, với các màn trình diễn nổi bật của nhiều quân binh chủng như Hải quân, Không quân, Lực lượng đặc nhiệm và các đơn vị nữ quân nhân. Các cuộc trình diễn trên không có sự tham gia của trực thăng Mi-8 và Mi-17 treo cờ Tổ quốc và cờ Đảng càng nhấn mạnh thêm sự đoàn kết dân tộc. Sự hiện diện của các phái đoàn quốc tế từ Trung Quốc, Lào và Campuchia đã làm nổi bật mối quan hệ ngoại giao khu vực của Việt Nam và vai trò xuyên suốt của Quân đội nhân dân Việt Nam trong cả phương diện quốc phòng và giao lưu quốc tế. Buổi diễu binh, diễu hành diễn ra trên đường Lê Duẩn, từ giao lộ đường Nguyễn Bỉnh Khiêm về Hội trường Thống Nhất (khu vực Công viên 30 tháng 4). Buổi lễ nhận được sự chờ đón và tham dự đông đảo, nô nức, háo hức, hân hoan của hàng chục nghìn người dân đổ về khu trung tâm và được mô tả là biển người giữa lòng Thành phố. Về hiệu ứng, sự kiện này đã tạo nên một làn sóng tìm kiếm bùng nổ trên mạng xã hội ở Việt Nam, khi có tới hàng triệu lượt tìm kiếm liên quan đến các chủ đề này, tạo nên hiệu ứng lan truyền trên mạng xã hội, cũng cho thấy tinh thần tự hào dân tộc, thông điệp yêu nước, lòng biết ơn qua những lời tri ân Chủ tịch Hồ Chí Minh và các anh hùng liệt sĩ xuất hiện với tần suất dày đặc trong các bài viết, bình luận, lượt chia sẻ lan tỏa trong dịp lễ. Trong đó, ca khúc "Viết tiếp câu chuyện hòa bình" của nhạc sĩ Nguyễn Văn Chung đã tạo ra sức hút, trở thành hiện tượng âm nhạc, thu hút 5 tỷ lượt xem.

## Tổng quan

### Kế hoạch
Từ ngày 30 tháng 12 năm 2022, Thành ủy Thành phố Hồ Chí Minh ra Chỉ thị khẩn lên kế hoạch cho công tác tổ chức lễ kỷ niệm 50 năm kể từ khi Việt Nam thống nhất, diễn ra vào ngày 30 tháng 4 năm 2025. Sự kiện này được Ban Bí thư Trung ương Đảng Cộng sản Việt Nam ra quyết định thuộc diện Lễ Kỷ niệm cấp quốc gia và được tổ chức tại Thành phố Hồ Chí Minh. Ngày 25 tháng 3 năm 2024, Phó Tổng tham mưu trưởng Quân đội nhân dân Việt Nam, Thượng tướng Nguyễn Văn Nghĩa chính thức công bố lần đầu tiên thông tin về việc sẽ tổ chức diễu binh, diễu hành vào dịp 30 tháng 4 năm 2025. Cục Quân huấn, Quân khu 7 và Ủy ban nhân dân Thành phố Hồ Chí Minh phối hợp phụ trách khảo sát các vị trí ăn ở và hợp luyện cho các lực lượng, đồng thời chuẩn bị trận địa pháo lễ và không quân bay trên bầu trời thành phố cùng nhiều hạng mục khác. Theo kế hoạch, lực lượng diễu binh sẽ bao gồm 34 khối và lực lượng diễu hành bao gồm 11 khối với tổng số lượng người tham gia là 11.220 người. Vào tháng 4 năm 2025 tại Thành phố Hồ Chí Minh, Ban tổ chức thực hiện hai buổi tổng hợp luyện diễu binh, diễu hành vào tối ngày 18 và 22, một buổi sơ duyệt vào tối ngày 25. Buổi tổng duyệt diễn ra vào sáng ngày 27, các khối đi qua các tuyến đường trong tiếng reo hò, cổ vũ của hàng trăm nghìn người dân.

### Lực lượng
Tham gia diễu binh, diễu hành chào mừng Lễ kỷ niệm Ngày Giải phóng, Ngày Thống nhất đất nước là lực lượng đông đảo với khoảng 13.000 người tham gia diễu binh, diễu hành, gồm lực lượng quân đội, dân quân tự vệ và công an, trong đó có quân đội 3 nước Trung Quốc, Lào, Campuchia, các ban ngành, đoàn thể xã hội. Trong đó lực lượng diễu hành được cơ cấu gồm 56 khối, trong đó có 23 khối quân đội, 3 khối dân quân tự vệ, 12 khối lực lượng công an, 12 khối diễu hành quần chúng, các khối nghi trượng và ba khối quân đội các nước Trung Quốc, Lào, Campuchia. Lễ diễu binh này lần đầu tiên có sự tham gia của Quân đội Campuchia, Lào, Trung Quốc trong một sự kiện chính trị trọng đại. Thượng tướng Nguyễn Văn Nghĩa, Phó Tổng tham mưu trưởng Quân đội nhân dân Việt Nam chỉ huy chương trình diễu binh, diễu hành kỷ niệm 50 năm Ngày thống nhất đất nước. Ủy ban nhân dân Thành phố Hồ Chí Minh phụ trách 12 khối diễu hành, lần đầu tiên có Khối tôn vinh các Anh hùng Lực lượng vũ trang nhân dân, Anh hùng Lao động và nhân chứng lịch sử tiêu biểu, lần đầu tiên, trong khối diễu hành có 120 kiều bào, Việt kiều. Buổi lễ có sự tham dự của nhiều khách mời cao cấp các nước như Tổng Bí thư kiêm Chủ tịch nước Lào Thongloun Sisoulith, Chủ tịch Đảng Nhân dân Campuchia Hun Sen, Phó chủ tịch nước Cộng hòa Cuba Salvador Valdés Mesa, Phó chủ tịch Hạ viện Cộng hòa Belarus Ipatau Vadzim, Bộ trưởng Bùi Kim Giai đại diện cho đoàn Trung Quốc, đại diện các chính đảng các nước như Mông Cổ, Nhật Bản, Dominica, Pháp, Nga, Malaysia, Mỹ, Venezuela, Mexico.

## Diễn tiến
Đúng 7 giờ ngày 30 tháng 4 năm 2025, Lễ kỷ niệm chính thức bắt đầu với cử hành nghi thức chào cờ. Chương trình diễu binh, diễu hành được bắt đầu bằng màn biểu diễn của phi đội máy bay trực thăng mang theo cờ Đảng, cờ Tổ quốc cùng phi đội máy bay tiêm kích chiến đấu của Quân đội nhân dân Việt Nam trên bầu trời trung tâm Thành phố Hồ Chí Minh. Với 21 loạt đại bác được khai hỏa trên nền Quốc thiều của nước Cộng hòa xã hội chủ nghĩa Việt Nam, cũng chính là pháo hiệu để mở màn cho lễ diễu binh diễu hành. Trong suốt buổi diễu binh, các trực thăng, máy bay chiến đấu của Quân chủng Phòng không - Không quân thuộc Bộ Quốc phòng Việt Nam đã xuất kích và mang theo cờ Đảng và cờ Tổ quốc cất cánh từ sân bay Biên Hòa (Đồng Nai) tiến về trung tâm Thành phố để biểu diễn trên bầu trời Thành phố Hồ Chí Minh. Điểm nhấn của cuộc diễu binh này là màn trình diễn của phi đội máy bay chiến đấu, dẫn đầu đội hình là các máy bay Mi-8T, Mi-17, Mi-171. Tiếp theo là các máy bay Yak-130, sau cùng là máy bay Su-30MKII.

### Các khối
Tại buổi Lễ, thứ tự diễu binh diễu hành tiến vào lễ đài và giới thiệu biểu trưng của các khối như sau:
- Đi đầu đội hình diễu binh, diễu hành là xe chở Quốc huy nước Cộng hòa xã hội chủ nghĩa Việt Nam được đặt trên biểu tượng chim Lạc. Hộ tống theo xe gồm 54 nam nữ thanh niên tượng trưng cho 54 dân tộc Việt Nam.
- Khối cờ Đảng, cờ Tổ quốc với lá cờ đỏ sao vàng và cờ búa liềm.
- Xe rước chân dung Chủ tịch Hồ Chí Minh nhằm tôn vinh vị Cha già dân tộc.
- Xe chỉ huy của Trung tướng Nguyễn Quang Ngọc-Phó tổng tham mưu trưởng Quân đội Nhân dân Việt Nam.
- Xe tổ Quân kỳ gồm ba sĩ quan đại diện quân chủng Hải quân-Lục quân-Phòng không Không quân (sĩ quan đại diện Lục quân cầm Quân kỳ).
- Khối nữ quân nhạc.
- Khối sĩ quan đại diện 5 cánh quân: Tái hiện năm cánh quân đồng loạt tiến vào Sài Gòn: Hướng Bắc là Quân đoàn 1, hướng Đông Nam là Quân đoàn 2, hướng Tây Bắc là Quân đoàn 3, hướng Đông là Quân đoàn 4, hướng Tây Nam là Đoàn 232 (hợp thành từ Sư đoàn 9 và Sư đoàn 5).
- Khối chiến sĩ Giải phóng quân (gồm bộ đội chủ lực, bộ đội địa phương và dân quân du kích).
- Khối sĩ quan Lục quân.
- Khối sĩ quan Hải quân nhân dân Việt Nam.
- Khối sĩ quan Phòng không Không quân (gồm bốn lực lượng Không quân, Tên lửa, Pháo cao xạ, Ra-đa).
- Khối sĩ quan Biên phòng.
- Khối sĩ quan Cảnh sát biển.
- Khối sĩ quan Hậu cần Kỹ thuật.
- Khối sĩ quan Thông tin.
- Khối nữ sĩ quan Quân y.
- Khối chiến sĩ Tác chiến điện tử.
- Khối Lực lượng tác chiến Không gian mạng.
- Khối nữ chiến sĩ Gìn giữ hòa bình.
- Khối chiến sĩ Lục quân.
- Khối chiến sĩ Tăng thiết giáp.
- Khối chiến sĩ Đặc công.
- Khối nữ chiến sĩ Biệt động.
- Khối chiến sĩ Đặc nhiệm dù.
- Các khối Quân đội nhân dân Lào, Quân đội Hoàng gia Vương quốc Campuchia, Đoàn Nghi lễ Danh dự Quân Giải phóng Nhân dân Trung Quốc.
- Khối nữ Du kích miền Nam.
- Khối nữ Dân quân miền Bắc.
- Xe chỉ huy của Thiếu tướng Lê Văn Hà-Phó tư lệnh Cảnh sát cơ động
- Xe chở Tổ Cờ hiệu của lực lượng Công an.
- Khối nam sĩ quan An ninh nhân dân.
- Khối nam sĩ quan Cảnh sát nhân dân.
- Khối nữ sĩ quan Cảnh sát giao thông.
- Khối nam sĩ quan Không quân Công an nhân dân.
- Khối nam sĩ quan Công an Thành phố Hồ Chí Minh.
- Khối nam sĩ quan Cảnh sát Phòng cháy và chữa cháy.
- Khối nam sĩ quan Cảnh sát Gìn giữ hòa bình Liên hợp quốc.
- Khối nam chiến sĩ Cảnh sát cơ động.
- Khối nữ chiến sĩ Cảnh sát đặc nhiệm.
- Khối nam Lực lượng tham gia bảo vệ an ninh trật tự ở cơ sở (kiện toàn từ lực lượng bảo vệ dân phố, công an xã bán chuyên trách, dân phòng và công dân tình nguyện)
- Khối Cảnh sát cơ động kỵ binh.
- Khối Hồng kỳ (cờ đỏ): Diễn hành rước cờ Tổ quốc và cờ Đảng
- Xe chở các Anh hùng Lực lượng vũ trang Nhân dân của các tỉnh thành và các nhân chứng lịch sử.
- Khối Mặt trận Tổ quốc Việt Nam.
- Khối Cựu chiến binh.
- Khối cựu Thanh niên xung phong giải phóng.
- Khối Nông dân.
- Khối tôn vinh các Anh hùng lực lượng vũ trang nhân dân, Anh hùng lao động và nhân chứng lịch sử đại diện cho 63 tỉnh, thành.
- Khối Trí thức.
- Khối Công nhân.
- Khối Doanh nhân.
- Khối đồng bào Việt Nam ở nước ngoài (kiều bào).
- Khối Phụ nữ.
- Khối Thiếu nhi và Thanh niên (Thanh thiếu niên).
- Khối Văn hóa, nghệ thuật, thể thao, truyền thông: Gồm thành phần giới văn nghệ sĩ, giới giải trí, giới thể thao, giới truyền thông.

### Điểm tập kết
Khi kết thúc diễu binh, diễu hành, từ Hội trường Thống nhất, các đoàn sẽ chia thành bốn hướng, di chuyển tỏa ra qua các tuyến đường và về điểm tập kết. Lộ trình của 4 hướng di chuyển của đoàn diễu hành là:
- Hướng 1: Từ Hội trường Thống Nhất, đoàn diễu hành di chuyển qua đường Nam Kỳ Khởi Nghĩa - đường Lê Lợi- đường Nguyễn Thị Nghĩa - Ngã sáu Phù Đổng - đường Cách Mạng Tháng 8 và tập kết tại Công viên Tao Đàn.
- Hướng 2: Từ Hội trường Thống Nhất, các lực lượng di chuyển qua đường Nam Kỳ Khởi Nghĩa - đường Lê Thánh Tôn - đường Nguyễn Huệ - Vòng xoay Mê Linh và tập kết tại Bến Bạch Đằng.
- Hướng 3: Từ Hội trường Thống Nhất, các lực lượng di chuyển qua đường Lê Duẩn - đường Nam Kỳ Khởi Nghĩa - đường Nguyễn Đình Chiểu - đường Đinh Tiên Hoàng và tập kết tại Sân vận động Hoa Lư.
- Hướng 4: Từ Hội trường Thống Nhất, các lực lượng di chuyển qua đường Nam Kỳ Khởi Nghĩa - đường Hai Bà Trưng và tập kết tại Công viên Lê Văn Tám.
- Các đội hình diễu hành quần chúng đi qua Dinh Độc lập, tậo trung ở Công viên Tao Đàn.

## Đón nhận

### Trong nước
Buổi lễ diễu hành đã được nhân dân chờ đón nồng nhiệt bởi tâm lý "50 năm mới có 1 lần". Từ tối 29 tháng 4 năm 2025, bầu không khí tại trung tâm thành phố (Quận 1) được ghi nhận đã trở nên náo nhiệt khi rất đông người dân tập trung về chụp ảnh, tham quan, check-in trong lúc chờ đợi để xem diễu binh, diễu hành, nhiều người còn mang theo hành lý, đồ ăn, ghế ngồi và cờ đỏ sao vàng để chờ đón diễu binh. Lúc 23h ngày 29 tháng 4 năm 2025 đã ghi nhận hàng nghìn người đã tập trung tại Bến Bạch Đằng chờ xem diễu binh, dòng người đổ về ngày càng đông, biển người kéo dài gần hàng km, nhất là tại các khu vực Nguyễn Huệ, chân cầu Ba Son, đường Tôn Đức Thắng. Sáng sớm 30 tháng 4 năm 2025, Bến Bạch Đằng đông nghịt người dân, xe chở các đoàn diễu binh phải chen lấn để vào khu vực lễ đài trên đường Lê Duẩn. Trong ngày đại lễ thì đông đảo người dân cổ vũ, bày tỏ sự tự hào và reo hò phấn khích mỗi khi đoàn diễu hành đi qua. Trên không gian mạng, lan truyền các hashtag như #30thang4, #NgayGiaiPhong, #ToiYeuVietnam, #CoDoSaoVang được lan truyền mạnh mẽ, thu hút lượt tương tác lớn. Nhiều người đồng loạt thay đổi ảnh đại diện, đăng ảnh gia đình bên cạnh Quốc kỳ như cách thể hiện lòng biết ơn các thế hệ đi trước. Chiến dịch "Phủ đỏ mạng xã hội" vận động người dân cả nước đồng loạt thay đổi ảnh đại diện, ảnh bìa, đăng tải các nội dung, hình ảnh, video thể hiện tình yêu quê hương, đất nước.

### Báo giới
Nhiều hãng thông tấn, cơ quan truyền thông quốc tế đã đưa tin về lễ diễu binh của Việt Nam kỷ niệm 50 năm Ngày giải phóng miền Nam, thống nhất đất nước. Hãng tin NPR của Mỹ cho biến có rất đông người dân địa phương cũng như người dân từ các tỉnh thành khác của Việt Nam đã đổ về trung tâm Thành phố để chứng kiến lễ diễu binh, diễu hành. Theo báo Guardian của Anh thì tại lễ kỷ niệm, ngoài màn trình diễn của các khối diễu binh, diễu hành còn có màn trình diễn trên không của các máy bay tiêm kích phản lực, trực thăng quân sự. Hãng tin AFP của Pháp mô tả sự phấn khởi của những người trẻ Việt Nam khi chờ đợi suốt đêm để được tận mắt xem cuộc diễu binh, diễu hành. Hãng thông tấn AFP còn bình luận, phần lớn dân số Việt Nam hiện nay được sinh ra sau chiến tranh, nhưng nhiều người trẻ tỏ ra vô cùng háo hức với các hoạt động kỷ niệm và tự hào về thế hệ đi trước. Kênh ABC News của Úc có phỏng vấn người tham gia cho biết cuộc diễu binh thể hiện niềm tự hào dân tộc và sức mạnh quân sự của Việt Nam. Thông tấn xã Lào (KPL) có bài viết về lễ kỷ niệm 50 ngày giải phóng miền nam, thống nhất đất nước và đăng nhận định của Trung tướng Vongsone Inpanphim về ý nghĩa đối với Việt Nam và ba nước Đông Dương.